# Viiratsi kommun
Viiratsi vald är en kommun i Estland.   Den ligger i landskapet Viljandimaa, i den centrala delen av landet, 130 km söder om huvudstaden Tallinn. Antalet invånare är 3 743. Arean är 215 kvadratkilometer.
Terrängen i Viiratsi vald är platt.
Följande samhällen finns i Viiratsi vald:
- Viiratsi
- Vana-Võidu
- Uusna
- Vardja
- Tänassilma
- Valma
- Tusti
- Verilaske
- Mäeltküla